# Halt die Fresse
Halt die Fresse (kurz HDF) ist ein Online-Fernsehformat, das in regelmäßigen Abständen Lieder deutschsprachiger Rapper visualisiert. Die Sendung wird über Aggro TV ausgestrahlt.

## Geschichte
Im April 2009 startete die erste Staffel der Serie. Die Videos wurden jeweils donnerstags und sonntags ausgestrahlt. Am 19. März 2010 wurden einige der bis dahin veröffentlichten Videos auf der ersten CD Halt die Fresse veröffentlicht. Diese bestand aus einer Doppel-CD.
Die Eröffnung der zweiten Staffel erfolgte am 24. Dezember 2009. Im Gegensatz zur ersten Staffel traten dort auch einige internationale Künstler auf.
Am 25. Juni 2010 erschien der zweite Halt-die-Fresse-Sampler, der wiederum von Groove Attack vertrieben wurde. Der Tonträger bestand erneut aus einer Doppel-CD, auf denen jeweils 13 Tracks vertreten waren.
Im Oktober 2010 wurde das erste Video der dritten Staffel veröffentlicht. Kurz zuvor erschien ein Halt die Fresse 3 Allstars-Song, in dem Harris, Said, Manuellsen, Haftbefehl, Silla, Animus, Alpa Gun, Automatikk, Sinan-G, Massiv, Illy Idol, CosCash & CroniK auftraten und jeweils acht Zeilen rappten. Zu diesem Lied wurde auch ein Video veröffentlicht, das gleichzeitig den Anfang der dritten Staffel bedeutete.
Im Mai 2011 startete parallel zur normalen Serie die Staffel Halt die Fresse Gold, in der Rapper, deren Videobeitrag für Halt die Fresse über drei Millionen Aufrufe auf der Videoplattform YouTube erreichen konnten, eine Auszeichnung erhalten und ein weiteres Video beisteuern können. Als ersten Beitrag präsentierte Alpa Gun eine Coverversion von Kool Savas’ Song Tribut. Danach traten auch Haftbefehl, Automatikk und Nazar im Rahmen von Halt die Fresse Gold auf.
Zu Querelen kam es im November 2011 rund um die geplante Veröffentlichung des Videos von Farid Bang, das er für die Staffel aufnahm. Aggro TV gab bekannt, die Folge nicht auszustrahlen und begründete die Entscheidung damit, dass sich der von Farid Bang gewählte Song hauptsächlich gegen die Stadt Berlin richte und sich Aggro als Berliner Hip-Hop-Label in der Verantwortung fühle, die Aufnahme nicht zu senden.
Farid Bang bezeichnete das als unprofessionell und bezeichnend, dass auf Aggro TV Leuten, die mich dissen, eine Plattform gegeben wird und mir – wenn ich dazu Stellung beziehen möchte – diese Chance verwehrt wird. Außerdem bezeichnete er die Begründung als absurd und verwies auf zahlreiche Freunde von ihm wie Massiv oder Bass Sultan Hengzt, die in Berlin leben. Die erhaltene Auszeichnung versteigerte Farid Bang über das Auktionsportal eBay.
Als Folge darauf sagte Farid Bangs Label German Dream Evangelium die geplante Aggro-Woche, die zur Promotion des Labelsamplers The Big Branx Theory dienen sollte, ab.
Ähnliches passierte auch dem Düsseldorfer Rapper Toony, dessen Beitrag für Halt die Fresse man auch wegen eines Disses aussortierte.
Seit Beginn der fünften Staffel der HDF-Serie bietet Aggro TV neben den wöchentlich erscheinenden Clips auch eine 3D-Version des Videos an.
Im Januar 2013 startete neben der normalen Serie und der Halt-die-Fresse-Gold-Serie auch die Staffel Halt die Fresse Platin, in der Rapper, deren Videobeitrag für Halt die Fresse über sechs Millionen Aufrufe erreicht, eine Auszeichnung bekommen und ein weiteres Video beisteuern können. Der erste Beitrag zur Serie wurde vom Offenbacher Haftbefehl beigesteuert.
Im September 2020 erschien im Berliner Herzstückverlag das Buch Die Geschichte von Axel und Rap über das Leben von Axel „Axellent“ Roschlock, den Halt-die-Fresse-Macher und Mann hinter der Kamera, und die Entstehung von Halt die Fresse als YouTube-Format. Autor des Buches ist der Berliner Autor Johannes Finke.

## Konzept
In der Serie präsentieren – vor allem deutsche – Rapkünstler in regelmäßigen Abständen ihre Songs. Dabei entstehen immer One-Shot-Videos, in denen auf zusätzlich eingearbeitete Effekte verzichtet wird. Zudem wird jeweils die Aufnahme einer einzigen Kamera gezeigt.
Meistens ist das Video mit der Audioversion des Liedes unterlegt, die Lippen werden synchron dazu bewegt. Nur die Einleitung und mögliche Ansagen während Liedpausen oder am Ende werden immer dem Video beigefügt.

## Diskografie
- 2009: Halt die Fresse (AggroTV/Groove Attack)

- 2010: Halt die Fresse Nr. 2 (AggroTV/Groove Attack)

## Videos
| Liste der Videos                                     | Liste der Videos                                               | Liste der Videos                                       | Liste der Videos                                                         | Liste der Videos                                   | Liste der Videos                                     | Liste der Videos                                              | Liste der Videos                                                       |
| HDF Staffel 1                                        | HDF Staffel 2                                                  | HDF Staffel 3                                          | HDF Staffel 4                                                            | HDF Staffel 5                                      | HDF Staffel 6                                        | HDF Staffel 7                                                 | HDF Staffel 8                                                          |
| ---------------------------------------------------- | -------------------------------------------------------------- | ------------------------------------------------------ | ------------------------------------------------------------------------ | -------------------------------------------------- | ---------------------------------------------------- | ------------------------------------------------------------- | ---------------------------------------------------------------------- |
| 1: Grüne Medizin – GMZ ist da                        | 35: Said & Kalusha – Halt die Fresse                           | 73: HDF 3 Allstars                                     | 155: HDF 4 Allstars                                                      | 247: HDF 5 Allstars                                | 305: HDF 6 Allstars                                  | 355: Capital Bra – Alles kaputt                               | 433: AMO - Baba aller Babas                                            |
| 2: Jeyz – Jetzt gehts los                            | 36: Automatikk – 1000 Jungs                                    | 74: Harris – Kiffer                                    | 156: Laas Unltd. – Back to the Future                                    | 248: Massiv                                        | 306: Mosh36 – 36Bars                                 | 356: King Eazy – STFU                                         | 434: X Wave - Anarchie                                                 |
| 3: Jom & Said – Schau dich um                        | 37: Reeperbahn Kareem – Was ist Deutschrap?                    | 75: RAF Camora – Independenza                          | 157: Eko Fresh – Straßendeutsch / Türkenslang                            | 249: Kool Savas – King of Rap / Ein Wunder         | 307: Fettes Brot                                     | 357: Blokkmonsta, Rako & Schwartz – Kollisionskurs            | 435: KC Rebell & Summer Cem - Goldjunge (Cover)                        |
| 4: Alpa Gun feat. Sido – Weiterlaufen                | 38: MC Bogy                                                    | 76: Manuellsen – Gerüchte                              | 158: Baba Saad – H.A.L.U.N.K.E                                           | 250: Schwesta Ewa & Sari – Para Para               | 308: Kurdo – Nike Free 3.0                           | 358: Eko Fresh – Gheddo Chef                                  | 436: Frank & Saad - Stresserblick                                      |
| 5: Blaze – Halt die Fresse TV                        | 39: Ying Yang Twins                                            | 77: Eko Fresh feat. Ado – Alles im Lot                 | 159: Keule – Ich hab dich gestern Nacht auf Youporn gesehen              | 251: Olexesh – Deja Vu                             | 309: Karate Andi                                     | 359: AK Ausserkontrolle – Frisch aus dem Knast                | 437: BOJAN - Glänzen                                                   |
| 6: Spezializtz – Alles was man braucht               | 40: Yassir – Schon wieder                                      | 78: Haftbefehl – Glänzen                               | 160: Massiv – Brennpunkt Innenstadt                                      | 252: Laas Unltd.                                   | 310: Ivo Divo                                        | 360: P-Zak                                                    | 438: AOB, Said & Chapo feat. Almani, Bangs & Haki - HDF                |
| 7: MOK – Strassenmukke                               | 41: Deso Dogg – Dogz4Life                                      | 79: Mudi – Flügel                                      | 161: Prinz Fero                                                          | 253: Trailerpark – Superstars                      | 311: El Marees                                       | 361: Animus – Bareknuckle                                     | 439: Ruski53 - Augustin53                                              |
| 8: Bass Sultan Hengzt – Muchachos                    | 42: Freeman                                                    | 80: Bass Sultan Hengzt – Alles doch nur Spaß           | 162: Sentino – Am Nagel geboren                                          | 254: Mosh36                                        | 312: Olexesh – Treppenhaus Authentic                 | 362: Cassy – Hände weg von Azro                               | 440: DIZO X QZENG - HARAM MOVES                                        |
| 9: Illy Idol – Seltsam                               | 43: Azad – Action Muzik                                        | 81: Megaloh – 2010                                     | 163: SSIO                                                                | 255: Dissziplin – HDF                              | 313: Sinan49                                         | 363: Alpa Gun feat. Samra45 – Katastroph                      | 441: HDF 8 Allstars                                                    |
| 10: Automatikk – Nur die Starken überleben           | 44: Blumio – Udo Nirgends                                      | 82: Crackaveli – Auf jedn                              | 164: SK Ekrem                                                            | 256: Felix Krull                                   | 314: Stylezhood                                      | 364: SXTN – Wir sind friedlich                                | 442: Mufasa 069 - Flex Stein Bullen Packs Joints (F.S.B.P.J)           |
| 11: Criz – Ich bin ein Nordweststädtler              | 45: Manuellsen – Halt die Fresse                               | 83: Olli Banjo – Zu spät                               | 165: Bozza feat. Paolo Magic – Leben ist was du draus machst             | 257: Emo                                           | 315: Criz                                            | 365: 219 Click                                                | 443: 1019; Lucio101, Nizi19, Omar101, Karamel19 & Big Keen19 - Kaisers |
| 12: Kaas – Amok Nachtrag                             | 46: Planet Asia – Freestyle                                    | 84: DVO – Real Rap                                     | 166: Granit – Aus dem Knast in die Charts                                | 258: BattleBoi Basti                               | 316: Jack Da Rappa & Majestic                        | 366: Bass Sultan Hengzt & Al-Gear – AFD (Abschiebungs Anthem) | 444: Veysel x Ćelo & Abdï - Bang Bang                                  |
| 13: Olli Banjo – In deine Fresse                     | 47: 439 – Eskalation                                           | 85: Big Baba feat. Amaris – Kampfgeist                 | 167: ThaiZZier – Alle Augen auf mich                                     | 259: Lance Butters                                 | 317: Cashisclay (Rap Sparring)                       | 367: Kalazh44 – Gib uns alles                                 | 445: Genetikk feat. LAAS - Exkalibur                                   |
| 14: Jonesmann – Der schwingende Schwanz              | 48: Jeyz – Heute wird zurück geschossen                        | 86: Summer Cem – Die Eins                              | 168: Majoe & Jasko – Schwarzkopfmusik                                    | 260: Sido                                          | 318: Chosen (Rap Sparring)                           | 368: Herzog – Blätter, die die Welt bedeuten                  | 446: RAMO - Riderz                                                     |
| 15: Bacapon – Fuck Bubu                              | 49: Nate57 & Telly Tellz – Intro                               | 87: Bozza – Tick Tack                                  | 169: Greckoe – Mit Haut und Haaren                                       | 261: MC Fitti                                      | 319: Dekzter Fro (Rap Sparring)                      | 369: Navid Tufan – Conor McGregor                             |                                                                        |
| 16: Massiv – Erst arbeitslos, dann Millionär         | 50: Laas Unltd. – Mörderballade                                | 88: Animus – Drama                                     | 170: CosCash & CroniK                                                    | 262: Swiss – SSS                                   | 320: Petschino (Rap Sparring)                        | 370: Ben Salomo – Kommando                                    |                                                                        |
| 17: Asek – Im Schatten des Lichts                    | 51: Frauenarzt & Manny Marc                                    | 89: Sinan – Faul                                       | 171: Kalim & Faruk                                                       | 263: Omik K.                                       | 321: Cossu                                           | 371: Tatverdacht – Alle machen auf Stadtbekannt               |                                                                        |
| 18: Manny Marc, Corus 86 & DJ Reckless – Scheiß egal | 52: BK – Ich will was sehen                                    | 90: Jeyz feat. 439 – Harte Zeiten                      | 172: Rare Attack - Der Hase läuft                                        | 264: King Khalil                                   | 322: Punch Arogunz – Dagobert Duck                   | 372: Takt32 – Tiré                                            |                                                                        |
| 19: Swiss – Offene Rechnung                          | 53: Dr. Knarf – Jagdsaison                                     | 91: MoTrip – Oldschool Newschool                       | 173: Dope House - Crazy                                                  | 265: Vega – Herz aus Stein                         | 323: Hamad 45                                        | 373: APol – Planet Intro                                      |                                                                        |
| 20: Azad – Bandog                                    | 54: Bass Boy – Weiße Chucks                                    | 92: Jaggal, Fadi, Mourad Kill & Big Mo – Harte Musik 3 | 174: Rako                                                                | 266: Der Asiate                                    | 324: Toni der Assi – Bitteschen Dankeschen           | 374: Bigz & AKL – Kein Problem                                |                                                                        |
| 21: Jasha – Schlagstock                              | 55: Benyo Hussain – Ich bleib hier                             | 93: Chakuza – Halt deine Fresse                        | 175: Momo der Afrikaner aus dem Block – Wenn die Uhren nicht mehr ticken | 267: Haftbefehl                                    | 325: 4Tune                                           | 375: King Eazy – Sonnenuntergang                              |                                                                        |
| 22: Big Baba – Ich komm                              | 56: Big J – Angeblich                                          | 94: Sinan-G – Essen City                               | 176: Apollon Musik feat. David Battle – Hartz4Politik                    | 268: La Bestia                                     | 326: Omik K "Kein Wort"                              | 376: Ennah & Sobek 242 – Hinterhofgeschäfte                   |                                                                        |
| 23: Animus                                           | 57: Amino – Der Champ                                          | 95: Razone – Ehrenwort                                 | 177: Tayfun 089 - Kopf hoch, Brust raus                                  | 269: L-Cubano                                      | 327: Laas Unltd. "Science Fiction Patterns"          | 377: Le Criminell & All-In – Wir knokken alles                |                                                                        |
| 24: K.I.Z – Einritt                                  | 58: Duell – Die Show muss weiter gehen                         | 96: Money Boy – Ich bin ein Player                     | 178: Maskoe – Spit Rhymes                                                | 270: Criz                                          | 328: RAF Camora, Chakuza & Joshi Mizu – Der Wahrheit | 378: Manio – Tommy                                            |                                                                        |
| 25: Autodidakt – Halt die Fresse                     | 59: Massakah                                                   | 97: CosCash & CroniK – Kopfnikka Sound                 | 179: Morphium Musiq – Mein Team                                          | 271: Du Maroc                                      | 329: Milonair & Haftbefehl – Ballermann              | 379: Pillath – Wer is es                                      |                                                                        |
| 26: Nazar – NazarFakker                              | 60: Nicone – Straßenslang                                      | 98: Automatikk – Misanthrop / Andere Menschen          | 180: Vega – Alles was zählt                                              | 272: Toni der Assi                                 | 330: Mach One – Klapp Klapp                          | 380: JoJo Warren – Rap Terrorist                              |                                                                        |
| 27: Juvel – Löcher durch Wolken                      | 61: Die Orsons – Beatles Piraten                               | 99: Farid Bang – Banger Musik                          | 181: Dr. Knarf – Der Beste lacht zuletzt                                 | 273: Joshi Mizu                                    | 331: Animus                                          | 381: Infidelix – Concrete Radio                               |                                                                        |
| 28: G-Hot – Wer bist du jaa                          | 62: MC Basstard feat. Medizin Mann & Adden – Horrorkore Anthem | 100: Grüne Medizin – Wieder da                         | 182: Seany ("S"easen) – Im Takt                                          | 274: Baba Saad                                     | 332: Chaker – Nako                                   | 382: Svaba Ortak                                              |                                                                        |
| 29: Real Jay – Autos brennen                         | 63: SAW – Ghettosoul                                           | 101: Panic Boys – 112                                  | 183: Capo                                                                | 275: BTM Squad                                     | 333: Mohrhagen                                       | 383: Makabeli & Kay                                           |                                                                        |
| 30: Chefkoch – Anti                                  | 64: Siegel Twins – Wixfrosch                                   | 102: Queen Sy – Girl in da Hood                        | 184: Black Jaack – Wie es wirklich ist                                   | 276: Alligatoah                                    | 334: Mops Bebsky & DJ Pete                           | 384: Devlin – Castella Freestyle                              |                                                                        |
| 31: Maskoe – Fick dein Rap                           | 65: Summer Cem – Es kommt raus                                 | 103: MC Zuhälter – MC Zuhälter 2 (Remix)               | 185: Timeless                                                            | 277: Liquit Walker                                 | 335: Bozza                                           | 385: Blut & Kasse – Reden wild                                |                                                                        |
| 32: Haftbefehl – Hungrig und stur                    | 66: F.R. – Gib es her                                          | 104: Vito Vendetta – Homeboy                           | 186: Toni der Assi – Halloo Bree!                                        | 278: Milonair                                      | 336: Olli Banjo                                      | 386: Dazzle – Wann gehn wir los                               |                                                                        |
| 33: Sinan – Alternative                              | 67: Farid Bang – Goodfella                                     | 105: Alpa Gun – Gesetz der Gewalt                      | 187: Haftbefehl – Ich und meine Sonnenbrille                             | 279: Brenna                                        | 337: Akkurat                                         | 387: Elijahu – Ketamin                                        |                                                                        |
| 34: Raf – Mein Game                                  | 68: Vega – Was ist mit dir?                                    | 106: MC Sadri – Schau was ich mache                    | 188: Crook                                                               | 280: Alpa Gun                                      | 338: Sana (Habibi Brüder)                            | 388: A$ap Twelvyy – L.Y.B.B. (Resolution)                     |                                                                        |
|                                                      | 69: Massiv feat. Beirut – Subwoofer Sound                      | 107: Silla feat. Bintia – Silla Instinkt 2011          | 189: Mourad Kill – Übermacht                                             | 281: Moses Pelham                                  | 339: Mc Mako                                         | 389: Rim'K – Cellophané                                       |                                                                        |
| 70: R1 – Hallo                                       | 108: PA Sports feat. Kianush – Rap-Ghetto-Hierarchie           | 190: Sadiq & Du Maroc                                  | 282: Veysel & Celo                                                       | 340: 60/60 aka Alitiz                              | 390: AOB feat. Said – Sonnenallee                    |                                                               |                                                                        |
| 71: Dramafellaz – Auf der Straße                     | 109: Celo '385 & Abdi Süd – Ta Gueule                          | 191: S.Sense85                                         | 283: Nicone                                                              | 341: 12th Monkey                                   | 391: TaiMO – Sa–So, Mo–Fr                            |                                                               |                                                                        |
| 72: Jan Delay – Large                                | 110: Massiv feat. Beirut – Wedding 65                          | 192: Taichi                                            | 284: Weekend                                                             | 342: Reimebude                                     | 392: SIAD – Opener                                   |                                                               |                                                                        |
|                                                      | 111: Zaza                                                      | 193: Hammer & Zirkel                                   | 285: Gigo Flow                                                           | 343: Danrock                                       | 393: Brudi030 – Nur der Tod                          |                                                               |                                                                        |
| 112: Illy Idol                                       | 194: MoTrip feat. El Moussaoui                                 | 286: Greeny Tortellini                                 | 344: AchtVier                                                            | 394: Juice feat. Toni der Assi – Ghetto Kamikazi 2 |                                                      |                                                               |                                                                        |
| 113: Kalif                                           | 195: MoTrip – King                                             | 287: Jom & Tony – Livestyle                            | 345: Behrang                                                             | 395: Ahmad                                         |                                                      |                                                               |                                                                        |
| 114: Nicone                                          | 196: 361 Grad                                                  | 288: EstA – Lass sie reden                             | 346: Westberlin Assassin feat. Baba Kaan – Beretta Rap                   | 396: Shadow030 – Ryderz                            |                                                      |                                                               |                                                                        |
| 115: Hammer & Zirkel – Keine Hand frei               | 197: MC Bogy feat. Mastino – Bruderschaft                      | 289: Nuri                                              | 347: Russkibrat                                                          | 397: Manijak – Mein Sponsor                        |                                                      |                                                               |                                                                        |
| 116: Charnell – Ich rate jedem hier                  | 198: Sascha Urlaub                                             | 290: BattleBoi Basti – Dislike                         | 348: Fresh Polakke                                                       | 398: Alcatraz - 5Haus Exclusive                    |                                                      |                                                               |                                                                        |
| 117: Memo – Hier bin ich                             | 199: Ufo361 – Dörty                                            | 291: Ballamann                                         | 349: GWLT                                                                | 399: Lex-G                                         |                                                      |                                                               |                                                                        |
| 118: 257ers – Unsere Arme sind schwach               | 200: Bosca – Goliath                                           | 292: Punch Arogunz – Deutschraps Wolverine             | 350: Jaysus                                                              | 400: Kitty Kat - Ich und mein Bae                  |                                                      |                                                               |                                                                        |
| 119: Marc Reis – Bourbon Soundz                      | 201: Kitty Kat – Berlin                                        | 293: Wax – Rosana                                      | 351: Buraz                                                               | 401: Cezlar & M.A - 20'000 Meilen                  |                                                      |                                                               |                                                                        |
| 120: Tilos & MC Bogy                                 | 202: Jimi Blue – Freibäder                                     | 294: Sinan-G                                           | 352: Dick & Doof                                                         | 402: Decio65 - Money                               |                                                      |                                                               |                                                                        |
| 121: Tatwaffe – Hoodmuzik                            | 203: Schwesta Ewa – Peep Show                                  | 295: Mc Fitti feat. Vokalmatador                       | 353: Ufo361                                                              | 403: Booz - Superfrech                             |                                                      |                                                               |                                                                        |
| 122: Eko Arab – Alle gehen ab                        | 204: King Khalil – Du bist kein Rapper, Du bist eine Rapperin  | 296: Hallo Spaceboy – Gönn dir                         | 354: Baba Saad & Kontra K – Worte sind nur Luft                          | 404: Abadi & Bankz - Die Zukunft verloren          |                                                      |                                                               |                                                                        |
| 123: Magic – Pure Hate                               | 205: Jam der Offenbacher Junge – Hip Hop                       | 297: Alligatoah – Wer weiß                             |                                                                          | 405: 030er - Lamborghini                           |                                                      |                                                               |                                                                        |
| 124: Flexis & Mach One – Kackspaten                  | 206: Pretty Paine – Krank und Psycho                           | 298: Skalpell 85                                       | 406: Amir Sharif - Kein Teil von meiner Fam                              |                                                    |                                                      |                                                               |                                                                        |
| 125: WiZ & Queen Sy – Ihr kennt mich nicht           | 207: Celo & Abdi – Intro                                       | 299: Dim                                               | 407: Plusmacher - Goldbreuler Style                                      |                                                    |                                                      |                                                               |                                                                        |
| 126: Komekate – Was wollt ihr tun?                   | 208: Calyba – Calybaba und die 65 Räuber                       | 300: Mike Jay                                          | 408: Momo & X                                                            |                                                    |                                                      |                                                               |                                                                        |
| 127: Le First & Liquit Walker – Teil einer Familie   | 209: PA Sports feat. Alpa Gun – Alles Filme                    | 301: Azyl                                              | 409: Baba Blanca - Straight Outta Hessen                                 |                                                    |                                                      |                                                               |                                                                        |
| 128: Adam Tensta – They wanna know                   | 210: Adambol                                                   | 302: Sedo                                              | 410: Rare Attack - Ich muss lachen                                       |                                                    |                                                      |                                                               |                                                                        |
| 129: Zuhboes                                         | 211: Black Maghreb Mafia                                       | 303: Bougart                                           | 411: Shadow030 - Erfolg ist kein Glück                                   |                                                    |                                                      |                                                               |                                                                        |
| 130: Amaris – Life aus dem Nirgendwo                 | 212: Yeboah – Wer will mich aufhalten                          | 304: Adden                                             | 412: Kitty Kat - Ulahlah                                                 |                                                    |                                                      |                                                               |                                                                        |
| 131: Caput – Heisses Eizen                           | 213: Pappa Landliebe                                           |                                                        | 413: Telson - Immer ready                                                |                                                    |                                                      |                                                               |                                                                        |
| 132: Tierstar                                        | 214: Kanack Muzik                                              | 414: BBZ - Alkoholkrank                                |                                                                          |                                                    |                                                      |                                                               |                                                                        |
| 133: Said – Guter Rat ist teuer                      | 215: Xatar feat. Celo & Abdi, Capo und Haftbefehl – Connect    | 415: Zekko - Panama                                    |                                                                          |                                                    |                                                      |                                                               |                                                                        |
| 134: Phreaky Flave – Der Zeit voraus                 | 216: Blackfire (Komekaté) – Gos du Block                       | 416: BRK                                               |                                                                          |                                                    |                                                      |                                                               |                                                                        |
| 135: Barry Tiger                                     | 217: Milonair                                                  | 417: Cemo Remzi - Gib Ihm                              |                                                                          |                                                    |                                                      |                                                               |                                                                        |
| 136: BTM Squad                                       | 218: B-Lash                                                    | 418: Bela - Bis der Bunker platzt                      |                                                                          |                                                    |                                                      |                                                               |                                                                        |
| 137: Intikam 44                                      | 219: Ercandize                                                 | 419: Subbotnik - Sic!                                  |                                                                          |                                                    |                                                      |                                                               |                                                                        |
| 138: Mizzion: Heavy Metal Battle Rap                 | 220: Paluch – Zamknij Morde                                    | 420: King Keil feat. Hanybal - Barbara Bud             |                                                                          |                                                    |                                                      |                                                               |                                                                        |
| 139: Jasha                                           | 221: Celo & Abdi feat. Capo und Schwesta Ewa – Frauen          | 421: King Donat - Rede nicht                           |                                                                          |                                                    |                                                      |                                                               |                                                                        |
| 140: Kaas – Geiles Leben                             | 222: B-Tight                                                   | 422: Calyba                                            |                                                                          |                                                    |                                                      |                                                               |                                                                        |
| 141: KC Rebell – Braveheart                          | 223: KC Rebell – Meine Geschichte                              | 423: Kazzak – Strasse auf Punkt                        |                                                                          |                                                    |                                                      |                                                               |                                                                        |
| 142: Tone                                            | 224: Kanacken Beton                                            | 424: Zined                                             |                                                                          |                                                    |                                                      |                                                               |                                                                        |
| 143: 180er                                           | 225: TNT – Da draussen                                         | 425: Bulo - Hellwach                                   |                                                                          |                                                    |                                                      |                                                               |                                                                        |
| 144: Turkish & Razor – MZ Terror Rap                 | 226: Autodidakt                                                | 426: Rabe - Halt die Fresse                            |                                                                          |                                                    |                                                      |                                                               |                                                                        |
| 145: Dant – D.A.N.T.                                 | 227: Miss Doggystyle                                           | 427: Liz - Mein Geld                                   |                                                                          |                                                    |                                                      |                                                               |                                                                        |
| 146: Beirut – Tz tz tz Fake                          | 228: Raz                                                       | 428: Kilomatik - Von Offenbach Nord bis Süd            |                                                                          |                                                    |                                                      |                                                               |                                                                        |
| 147: B-Flex                                          | 229: Ali As                                                    | 429: Jiyan59 - Nicht wie ihr                           |                                                                          |                                                    |                                                      |                                                               |                                                                        |
| 148: Arsen                                           | 230: Pay                                                       | 430: Iboprofen - Money Massari                         |                                                                          |                                                    |                                                      |                                                               |                                                                        |
| 149: Kralle & Big Darell Mack – Er sie es            | 231: Mighty Maho                                               | 431: Messorap - Stress                                 |                                                                          |                                                    |                                                      |                                                               |                                                                        |
| 150: Basstard – Basstard City                        | 232: Queen Sy & Adden                                          | 432: Brudi030 - Telegramm                              |                                                                          |                                                    |                                                      |                                                               |                                                                        |
| 151: Die Firma – Alles                               | 233: Animus                                                    |                                                        |                                                                          |                                                    |                                                      |                                                               |                                                                        |
| 152: AK Ausserkontrolle                              | 234: Pokar                                                     |                                                        |                                                                          |                                                    |                                                      |                                                               |                                                                        |
| 153: Lowinen                                         | 235: Intifada                                                  |                                                        |                                                                          |                                                    |                                                      |                                                               |                                                                        |
| 154: Said – Totgesagt                                | 236: Sero 40                                                   |                                                        |                                                                          |                                                    |                                                      |                                                               |                                                                        |
|                                                      | 237: Faro                                                      |                                                        |                                                                          |                                                    |                                                      |                                                               |                                                                        |
| 238: Gecko                                           |                                                                |                                                        |                                                                          |                                                    |                                                      |                                                               |                                                                        |
| 239: Aka Ilo                                         |                                                                |                                                        |                                                                          |                                                    |                                                      |                                                               |                                                                        |
| 240: Massaka                                         |                                                                |                                                        |                                                                          |                                                    |                                                      |                                                               |                                                                        |
| 241: Koka Slim                                       |                                                                |                                                        |                                                                          |                                                    |                                                      |                                                               |                                                                        |
| 242: Ennah & Sobek 242                               |                                                                |                                                        |                                                                          |                                                    |                                                      |                                                               |                                                                        |
| 243: Jaggal Fadi                                     |                                                                |                                                        |                                                                          |                                                    |                                                      |                                                               |                                                                        |
| 244: BBT                                             |                                                                |                                                        |                                                                          |                                                    |                                                      |                                                               |                                                                        |
| 245: Dadon                                           |                                                                |                                                        |                                                                          |                                                    |                                                      |                                                               |                                                                        |
| 246: Automatikk                                      |                                                                |                                                        |                                                                          |                                                    |                                                      |                                                               |                                                                        |

| #  | Künstler                      | Titel                                                                   | Erschienen am |
| -- | ----------------------------- | ----------------------------------------------------------------------- | ------------- |
| 1  | Alpa Gun                      | Tribut                                                                  | 12.05.2011    |
| 2  | Haftbefehl                    | Ja Ja Ve Ve (Part 2) / Dann mit der Pumpgun (feat. Manuellsen & Massiv) | 19.05.2011    |
| 3  | Automatikk                    | Was hast du gesagt?                                                     | 26.05.2011    |
| 4  | Farid Bang                    | Der letzte Tag deines Lebens                                            | 24.11.2011    |
| 5  | Nazar                         | Goldjunge                                                               | 08.12.2011    |
| 6  | B.S.H. aka Bass Sultan Hengzt | Willkommen zurück                                                       | 30.11.2012    |
| 7  | Toni der Assi                 | Brate in da house                                                       | 21.12.2012    |
| 8  | Eko Fresh                     | Jetzt bin ich dran                                                      | 01.07.2013    |
| 9  | Massiv                        | Noch nicht bekannt                                                      | 01.08.2013    |
| 10 | Nate57                        | Für unser Gebiet                                                        | 23.09.2013    |
| 11 | Manuellsen                    | Ich hol Gold                                                            | 17.05.2014    |
| 12 | Ćelo & Abdï                   | Duo numero uno                                                          | 07.06.2014    |
| 13 | Olexesh                       | Pisdapüt                                                                | 12.01.2018    |

| # | Künstler      | Titel                 | Erschienen am |
| - | ------------- | --------------------- | ------------- |
| 1 | Haftbefehl    | Nur du bist der Baba  | 24.01.2013    |
| 2 | Eko Fresh     | YOAH!                 | 19.09.2013    |
| 3 | Toni der Assi | Fick nicht den Ficker | 04.06.2015    |